# Edwin Boot
Edwin Boot (Schaijk, 25 september 1982) is een voormalig Nederlands voetbalscheidsrechter. Hij is in dienst van de KNVB en leidt voornamelijk wedstrijden in de Jupiler League.
Op 24 maart 2012 leidde Boot zijn eerste professionele wedstrijd op het tweede niveau. De wedstrijd tussen Telstar en FC Eindhoven eindigde in een 1-1-gelijkspel. Blank deelde vier gele kaarten uit. Het seizoen 2011/12 sloot hij af met de volgende getallen: hij was scheidsrechter in twee competitiewedstrijden en gaf daarin viermaal een gele kaart. Dat komt neer op een gemiddelde van twee gele kaarten per wedstrijd..
Op 9 november 2014 was Boot 4e official bij SC Cambuur-Ajax in de Eredivisie. In de 86e minuut viel hij in voor de geblesseerd geraakte Danny Makkelie. Hierdoor maakte Boot zijn debuut in de Eredivisie. In de 4e minuut van de blessuretijd kende hij een strafschop toe aan SC Cambuur na een overtreding van Niklas Moisander op Michiel Hemmen
In 2015 werd bekend dat Boot met ingang van het seizoen 2015/2016 niet langer deel uitmaakt van de Masterclass.